# 1774
1774 (MDCCLXXIV) var ett normalår som började en lördag i den gregorianska kalendern och ett normalår som började en onsdag i den julianska kalendern.

## Händelser

### April
- 28 april – Sverige får en ny tryckfrihetsförordning, vilken liknar 1766 års TF men är kraftigt beskuren. Kungen kan enväldigt göra ändringar.

### Maj
- 20 maj – Storbritannien drar sig tillbaka från Västfalkland, men fortsätter göra anspråk på hela Falklandsöarna.[1]

### Juni
- 7 juni – Hertig Karl (XIII) gifter sig med Hedvig Elisabet Charlotta av Holstein-Gottorp. Skådespelet Birger Jarl framförs till deras ära.

### Juli
- Juli – Öregrund drabbas av en stadsbrand.[2]

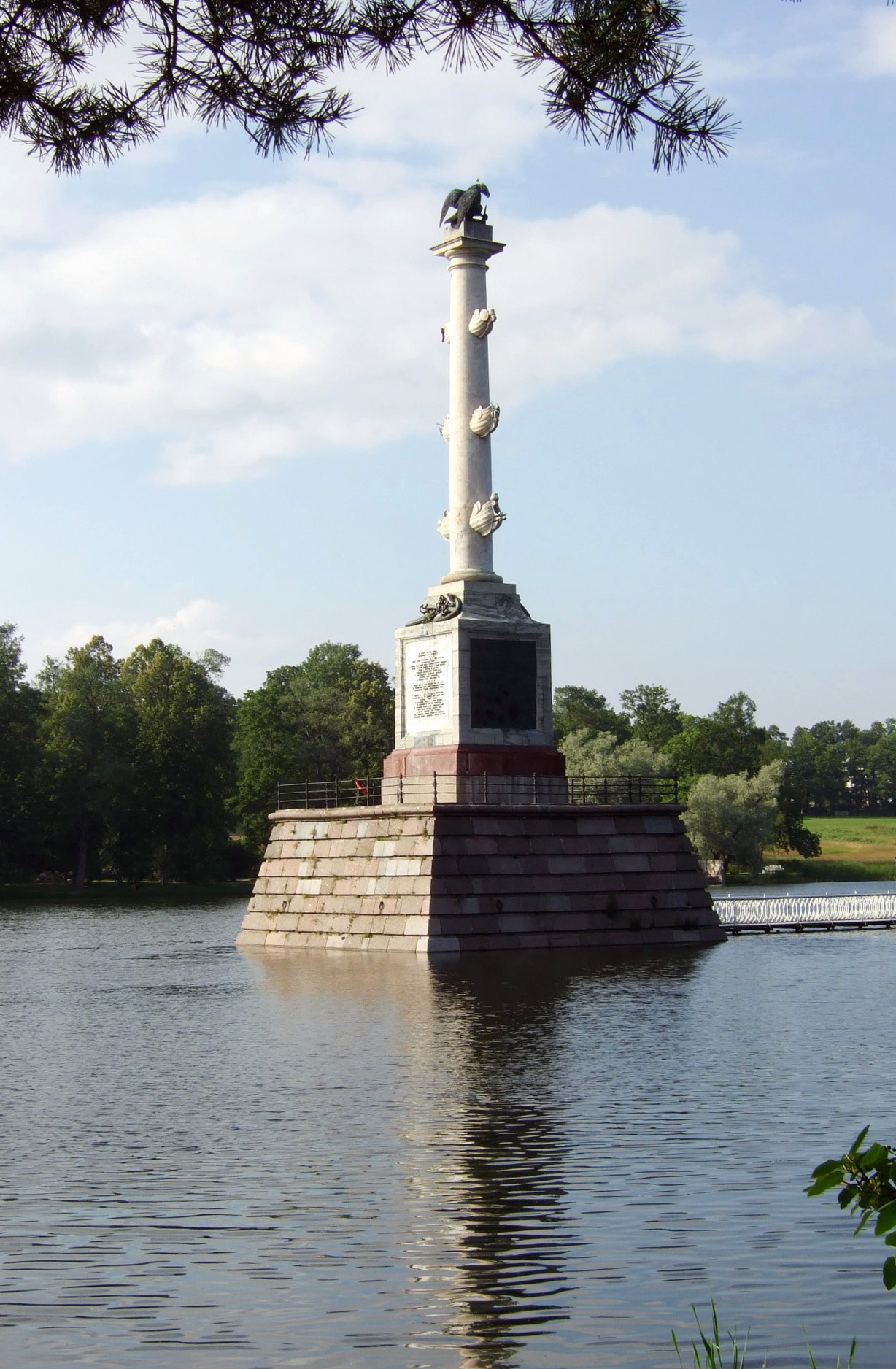
Tjesmakolumnen i Tsarskoje Selo till minnet av slutet på Kriget mellan Ryssland och Osmanska riket.

- 21 juli – Kriget mellan Ryssland och Osmanska riket slutar med att fördraget i Kuchuk-Kainarji skrivs på, och Ryssland vinner medan det är färdigkrigat efter sex år. Fördraget ger Ryssland rätt att gå in i Osmanska riket och skydda kristna.

### September
- 24 september – Brittiske kaptenen James Cook upptäcker Nya Kaledonien.[3]

### Okänt datum
- Johan Liljencrantz lägger fram en ny svensk finansplan, där han bland annat föreslår ett kungligt brännvinsmonopol och en myntrealisation.
- En försvarsberedning under ledning av överståthållaren Carl Sparre tillsätts för att stärka det svenska försvaret.
- Den judiske köpmannen Aaron Isaac flyttar till Stockholm från Tyskland. Eftersom judar inte får bo i Sverige utfärdar kungen ett skyddsbrev åt honom och ger honom tillåtelse att bedriva stensnideri och galanterihandel. Senare får Isaac tillåtelse att hålla judiska gudstjänster och blir en betydande man inom den judiska diasporan i Stockholm.
- Kemisten Carl Wilhelm Scheele upptäcker kloret.
- Gustafsbergs badinrättning i Uddevallatrakten börjar erbjuda salta bad.[4]
- Det gamla förslaget om att Marstrands stad skall bli frihamn (från 1747, 1762 och 1771) stöds nu även av finansministern Johan Liljencrantz och den franske kungen.
- Den kungliga slupen Vasaorden byggs inför hertig Karls bruds ankomst till Stockholm.
- Johann Wolfgang von Goethe skriver, under fyra veckor, Den unge Werthers lidanden.
- Slavhandeln på Svarta havet förbjöds slutgiltigt i avtal mellan Krimkhanatet och Ryssland.

## Födda

### Första kvartalet

#### Januari
- 1 januari – André Marie Constant Duméril, fransk zoolog. (död 1860)
- 5 januari – George Chinnery, brittisk konstnär. (död 1852)
- 6 januari – Ole Holck, norsk militär och politiker. (död 1842)
- 17 januari – Marie-Thérèse Figueur, fransk militär och memoarskrivare. (död 1861)
- 18 januari – Johann Heinrich Bernhard Dräseke, tysk teolog. (död 1849)
- 24 januari – Carl Abraham Arfwedson, svensk affärsman och etsare. (död 1861)
- 25 januari – Gustaf Sture, svensk friherre och militär. (död 1841)
- 30 januari – Olof Forsgren, svensk ingenjör. (död 1862)
- 31 januari – Thomas Veazey, amerikansk politiker, guvernör i Maryland 1836–1839. (död 1842)

#### Februari
- 3 februari – Barthel von Siebold, tysk läkare. (död 1814)
- 5 februari – Cordelia von Wedderkop, svensk konstnär. (död 1841)
- 11 februari – Hans Järta, svensk politiker och skriftställare, ledamot av Svenska Akademien 1819. (död 1847)
- 28 februari – Thomas Tooke, brittisk nationalekonom och statistiker. (död 1858)

#### Mars
- 5 mars – Christoph Ernst Friedrich Weyse, tysk-dansk kompositör. (död 1842)
- 12 mars – Eva Unander, svensk bibliotekarie. (död 1836)
- 13 mars – Pierre-Narcisse Guérin, fransk konstnär. (död 1833)
- 14 mars – Bengt Sparre, svensk greve och generallöjtnant. (död 1837)
- 16 mars – Matthew Flinders, brittisk sjömilitär och kartograf. (död 1814)
- 19 mars – Franz von Paula Gruithuisen, tysk läkare och astronom. (död 1852)

### Andra kvartalet

#### April
- 1 april – Gottfried Daniel Krummacher, tysk teolog. (död 1837)
- 2 april – Gustaf Westerling, svensk konstnär. (död 1852)
- 12 april – Johann Baptist Krebs, tysk kompositör och sångare. (död 1851)
- 15 april – Sophie Thalbitzer, dansk memoarskrivare. (död 1851)
- 18 april – Georg Heinrich von Langsdorff, tysk friherre, naturforskare och upptäcktsresande. (död 1852)
- 21 april – Jean-Baptiste Biot, fransk fysiker. (död 1862)
- 24 april – Jean Itard, fransk läkare. (död 1838)
- 26 april – Leopold von Buch, tysk geolog. (död 1853)
- 28 april – Francis Baily, engelsk astronom. (död 1844)
- 29 april – Anna Gottlieb, österrikisk operasångare. (död 1856)

#### Maj
- 2 maj – Armand Charles Guilleminot, fransk greve, militär och diplomat. (död 1840)
- 12 maj – Samuel Owen, brittisk-svensk konstruktör, tekniker och industriman. (död 1854)
- 15 maj – Johann Nepomuk von Fuchs, tysk kemist och mineralog. (död 1856)
- 25 maj – John Pye-Smith, brittisk teolog. (död 1851)
- 27 maj – Sir Francis Beaufort, brittisk sjömilitär och meteorolog. (död 1857)
- 28 maj – Edward Howard, brittisk kemist. (död 1816)

#### Juni
- 3 juni – Gustaf Adolf Klint, svensk skulptör. (död 1822)
- 9 juni – Joseph von Hammer-Purgstall, österrikisk orientalist. (död 1856)
- 19 juni – Sara Levy, tysk salongsvärd. (död 1854)
- 21 juni
  - James Patton Preston, amerikansk politiker, guvernör i Virginia 1816–1819. (död 1843)
  - Daniel D. Tompkins, amerikansk politiker, USA:s vicepresident 1817–1825. (död 1825)
- 23 juni – Matthijs Siegenbeek, nederländsk språkforskare. (död 1854)
- 25 juni – Marcus Wallenberg, svensk biskop och författare. (död 1833)

### Tredje kvartalet

#### Juli
- 1 juli – Johan Georg De la Grange, svensk militär. (död 1844)
- 14 juli – Nils Berner Sørensen, norsk läkare. (död 1857)
- 15 juli – David Jacob van Lennep, nederländsk poet och universitetslärare. (död 1853)
- 20 juli – Auguste de Marmont, fransk militär. (död 1852)
- 26 juli – Ulrik Gyldenstolpe, svensk greve och militär. (död 1855)

#### Augusti
- 15 augusti – Carl August Zeller, tysk pedagog. (död 1840)
- 28 augusti – Elizabeth Ann Seton, amerikansk nunna och ordensstiftare. (död 1821)
- 30 augusti – Henri Van Assche, belgisk landskapsmålare. (död 1841)

#### September
- 5 september – Caspar David Friedrich, tysk konstnär. (död 1840)
- 14 september – Lord William Bentinck, brittisk politiker och militär. (död 1839)
- 17 september – Giuseppe Gasparo Mezzofanti, italiensk kardinal och lingvist. (död 1849)

### Fjärde kvartalet

#### Oktober
- 18 oktober – Adolf Müllner, tysk dramatiker. (död 1829)
- 24 oktober – Carl Cederström, svensk friherre och militär. (död 1842)
- 28 oktober – Konstanty Adam Czartoryski, polsk furste och militär. (död 1860)

#### November
- 2 november – Georges Serullas, fransk farmaceut och kemist. (död 1832)
- 8 november – Eric Carl Trafvenfelt, svensk läkare. (död 1835)
- 11 november – Friedrich Benedict Weber, tysk nationalekonom. (död 1848)
- 14 november – Gaspare Spontini, italiensk operatonsättare. (död 1851)
- 17 november – Ulrika Clewberg, svensk skådespelare och operasångare. (död 1843)
- 21 november – Elisabetta Canori Mora, italiensk tertiar inom trinitarieorden; saligförklarad 1994. (död 1825)
- 26 november – William Hunter, amerikansk diplomat och politiker, senator 1811–1821. (död 1849)
- 29 november – Johann Gottfried Gruber, tysk litteraturhistoriker. (död 1851)

#### December
- 2 december – Laurids Engelstoft, dansk historiker. (död 1851)
- 5 december – Johann Wilhelm Pfaff, tysk astronom. (död 1835)
- 13 december – Nathan F. Dixon, amerikansk politiker, senator 1839–1842. (död 1842)
- 17 december – Littleton Waller Tazewell, amerikansk politiker, senator 1824–1832. (död 1860)
- 28 december – Carl af Klint, svensk sjömilitär. (död 1840)

## Avlidna

### Första kvartalet

#### Januari
- 30 januari – Jean-Pierre Guignon, 71, italiensk-fransk violinist och kompositör.

#### Februari
- 4 februari – Charles Marie de La Condamine, 73, fransk matematiker och upptäcktsresande.

#### Mars
- 30 mars – Karolina av Birkenfeld-Zweibrücken, 53, lantgrevinna av Hessen-Kassel.

### Andra kvartalet

#### April
- 23 april – Christian Wilhelm Ernst Dietrich, 61, tysk konstnär.

#### Maj
- 10 maj – Ludvig XV, 64, kung av Frankrike sedan 1715.
- 15 maj – Anton Ulrik av Braunschweig-Lüneburg, 59, generalissimus i Rysslands armé.

#### Juni
- 15 juni – Karl Heinrich von Bogatzky, 83, tysk teolog och författare.
- 30 juni – Vilhelm Gustaf Wrangel, 79, svensk militär och politiker.

### Tredje kvartalet

#### Juli
- 9 juli – Anna Manzolini, 60, italiensk biolog.
- 27 juli – Samuel Gottlieb Gmelin, 30, tysk naturforskare.

#### Augusti
- 14 augusti – Johann Jacob Reiske, 57, tysk orientalist och grecist.

#### September
- 22 september – Clemens XIV, född Giovanni Vincenzo Antonio Ganganelli, 68, påve sedan 1769.

### Fjärde kvartalet

#### Oktober
- 28 oktober – Jean Löfblad, svensk skådespelare.

#### November
- 22 november – Robert Clive, 49, brittisk militär och kolonialist.

#### December
- 14 december – Anders Berch, 63, svensk nationalekonom, Nordens första professor i nationalekonomi, skrev Sveriges första lärobok i ekonomi.
- 16 december – François Quesnay, 80, fransk nationalekonom och läkare.

### Fotnoter
1. ↑  ”World Statesmen”. Arkiverad från originalet den 12 oktober 2011. https://www.webcitation.org/62NB03uP6?url=http://www.worldstatesmen.org/Falklands.html.
2. ↑  ”Värmlands brandhistoriska klubb”. Arkiverad från originalet den 12 oktober 2011. https://www.webcitation.org/62NB7kO36?url=http://www.brandhistoriska.org/olyckor_se.html. Läst 25 mars 2011.
3. ↑  ”World Statesmen (läst 7 april 2011)”. Arkiverad från originalet den 12 oktober 2011. https://www.webcitation.org/62NBCPAtd?url=http://www.worldstatesmen.org/New_Caledonia.htm.
4. ↑  Grinell, Klas. ”Att ta sig vatten över huvudet – om havsbadandets idéhistoria”. Arkiverad från originalet den 5 mars 2011. https://web.archive.org/web/20110305175335/http://www.grinell.se/Havsbadandets%20idehistoria.html.